# Supplément (presse écrite)
Pour les articles homonymes, voir Supplément.
 (octobre 2024).
Si vous disposez d'ouvrages ou d'articles de référence ou si vous connaissez des sites web de qualité traitant du thème abordé ici, merci de compléter l'article en donnant les références utiles à sa vérifiabilité et en les liant à la section « Notes et références ».
Un supplément est, en presse écrite, une publication annexe, généralement hebdomadaire, sous forme de magazine ou de journal, d'un périodique quotidien. Il vient en complément de sa publication mère, et traite généralement plus en profondeur de domaines ou de sujets particuliers.
Le supplément peut être inséré dans la publication mère, ou vendu séparément.